# Uniwersalny żołnierz: Dzień odrodzenia
Uniwersalny żołnierz: Dzień odrodzenia (tytuł oryg. Universal Soldier: Day of Reckoning) − amerykański film fabularny z 2012 roku, wyreżyserowany przez Johna Hyamsa. Sequel projektu Uniwersalny żołnierz: Regeneracja (2009), czwarty segment serii Uniwersalny żołnierz, zapoczątkowanej w 1992. W filmie w rolach głównych wystąpili aktorzy kina akcji: Jean-Claude Van Damme, Dolph Lundgren i Scott Adkins.

## Obsada
- Scott Adkins − John
- Jean-Claude Van Damme − Luc Deveraux
- Dolph Lundgren − Andrew Scott
- Mariah Bonner − Sarah
- Andrej Arłouski − Magnus
- Roy Jones Jr. − uniwersalny żołnierz w kantynie